# Серро-Торре
Серро-Торре — вершина в Патагонии, Южная Америка, расположенная на границе Аргентины и Чили. Впервые эту необычайно красивую и труднодостижимую вершину описали в 1952 году французские альпинисты Лионель Террай и Гвидо Маньони, совершавшие восхождение на близлежащую вершину Фицрой.
Для района характерна плохая погода. Благодаря близости Тихого океана здесь бывают сильнейшие ветра. Вершина часто покрывается намороженным льдом, передвижение по которому очень опасно.

## Первое восхождение
В 1959 году итальянский альпинист Чезаре Маестри утверждал, что он и тирольский проводник Тони Эггер совершили восхождение на вершину Серро-Торре. Тони Эггер попал на спуске в лавину и погиб. Фотокамера пропала вместе с альпинистом. Некоторые несовпадения в рассказе Маестри и отсутствие крючьев, верёвок на их маршруте дали основание высказать некоторым альпинистам сомнение относительно их первовосхождения на эту вершину.
Тело Эггера позже было найдено, однако фотокамеры при нём не оказалось. Поэтому дискуссии о первовосхождении на Серро-Торре идут до сих пор.
В 2015 году Роландо Гариботти (Rolando Garibotti) опубликовал доказательства того, что информация, предоставленная Маэстри о маршруте, не согласуется с возможностью покорения ими вершины. Вместо этого Маэстри и Эггер были на западном участке Perfil de Indio (где впоследствии и были обнаружены останки Эггера) и оттуда они не могли взойти на вершину.

## Последующие восхождения
В 1970 году Маестри предпринял ещё одну попытку восхождения. Во время него он использовал компрессор, с помощью которого забил в стену около 300 шлямбурных крючьев и не дошел до вершины порядка 60 метров. Сам компрессор Маестри оставил на этой же высоте, где, по сообщениям альпинистов он находится до сих пор. Впоследствии этот маршрут получил название «Компрессор» (Compressor Route). Известный альпинист Рейнхольд Месснер осудил эту тактику, сочтя ее оскверняющей.
Первого подтверждённого успеха на горе добились Даниеле Чиаппа (Daniele Chiappa), Марио Конти (Mario Conti), Казимиро Феррари (Casimiro Ferrari) и Пино Негри (Pino Negri) в 1974 году. Долгое время их маршрут считался сложнейшим в мире.
Первое восхождение в альпийском стиле было совершено Дейвом Карменом (Dave Carman), Джоном Бреггом (John Bragg) и Джеем Уилсоном (Jay Wilson) в 1977 году. Они за неделю прошли маршрут, на который у итальянской группы ушло 2 месяца.
Зимой на вершину первыми поднялись Салватерра (Salvaterra), Жиаролли (Giarolli), Сарчи (Sarchi) и Карузо (Caruso) в 1985 году. В этом же году Педрини Фраме (Pedrini Frame) совершил сольное восхождение.
Только в 2005 году был пройден маршрут, похожий на линию, заявленную Маестри в 1959 году.
До 2012 года «Компрессор» использовался проводниками из Эль Чалтена, сопровождавшими группы альпинистов. В начале февраля 2012 года двое американцев прошли этот маршрут без использования вбитых ранее шлямбурных крючьев, и на спуске удалили эти крючья, мотивируя свой поступок тем, что «альпинизм должен быть честным». Они чудом избежали возмездия разъяренных жителей Чалтена, для которых «компрессор» многие годы был источником заработка.
21—24 января 2008 года Колин Хейли и Роландо Гариботти совершили первопроход маршрута «Траверс Торре». Маршрут проходит в севера на юг и соединяет 4 вершины: Aguja Standhardt, Punta Herron, Torre Egger и Cerro Torre, с приблизительно 2200 метрами вертикального набора высоты.
31 января 2016 года Колин Хейли и Алекс Хоннольд прошли «Траверс Торре» за 20 часов 40 минут.

## Бейсджампинг
В феврале 2008 года известный российский бейсджампер Валерий Розов совершил два прыжка с Серро-Торре. Оба раза Розов прыгал с площадки, расположенной на 400 метров ниже вершины. Примечательно, что группа Розова достигла вершины в той экспедиции, но благоприятная для прыжка погода испортилась и было решено использовать для стартовой площадки «плечо» вершины. Что невероятно расстроило самого Розова.

## В кино
О восхождении на пик Серро-Торре немецкими кинематографистами в 1990 году был снят фильм «Крик камня». Идею фильма подсказал известный альпинист Райнхольд Месснер.

## Галерея

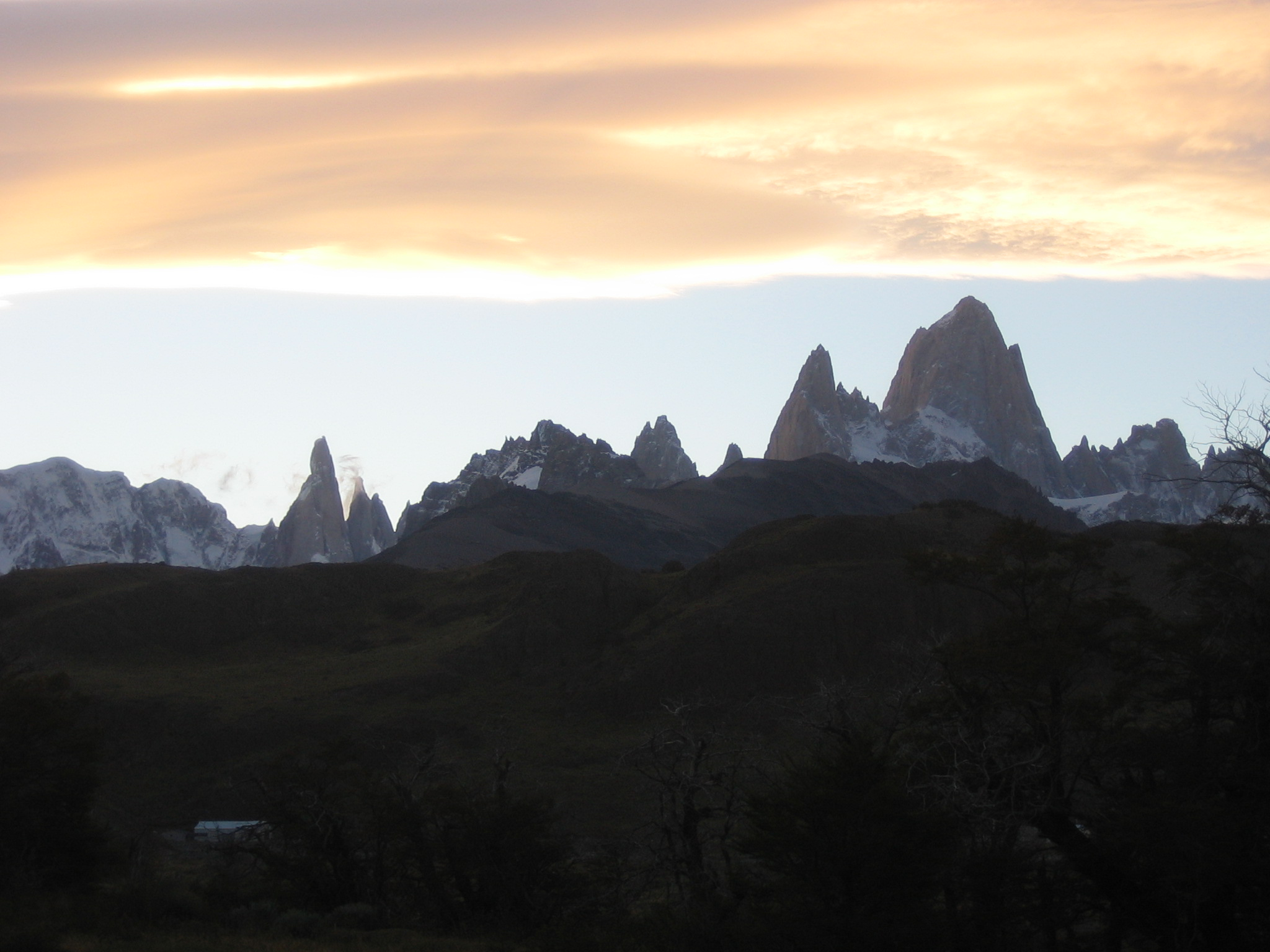
Панорама: справа вершина Фицрой, слева Серро-Торре
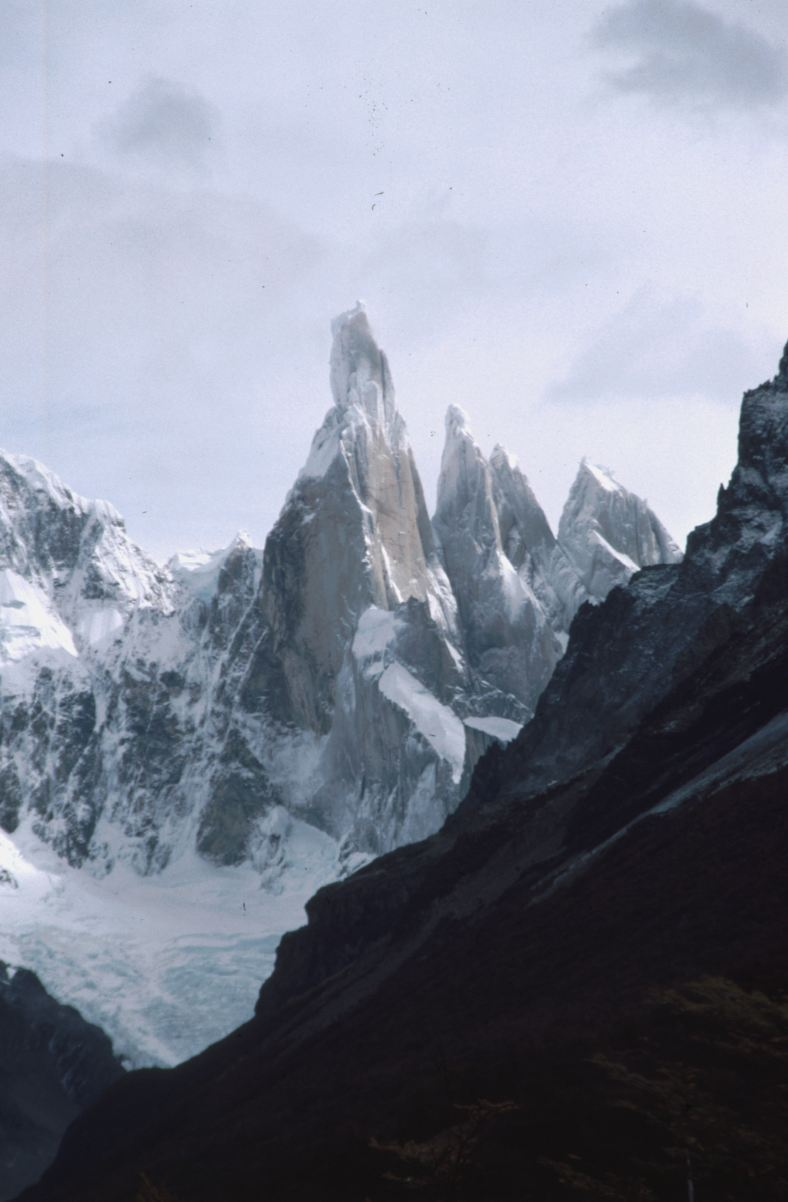
Серро-Торре (левая вершина из 3-х), правее пик Эггера и пик Стандхард